# بزانژ-لا-پوتیت
بزانژ-لا-پوتیت (به فرانسوی: Bezange-la-Petite) یک کمون در فرانسه است که در Canton of Vic-sur-Seille واقع شده‌است.

## خصوصیات
بزانژ-لا-پوتیت ۷٫۹۳ کیلومترمربع مساحت و ۹۱ نفر جمعیت دارد و ۲۵۰ متر بالاتر از سطح دریا واقع شده‌است.